# Denys Affre
Denys Auguste Affre, född den 27 september 1793 i Saint-Rome-de-Tarn, departementet Aveyron, död den 27 juni 1848 i Paris, var en fransk prelat. 
Affre blev ärkebiskop av Paris 1840. När juniresningen 1848 utbröt, klättrade han 25 juni upp på en barrikad för att uppmana upprorsmakarna att lägga ned sina vapen. Han träffades emellertid av ett skott och avled två dagar senare. Han är författare till flera teologiska skrifter liksom till ett arbete över de egyptiska hieroglyferna.